# Marco Zanotti (Radsportler, 1974)

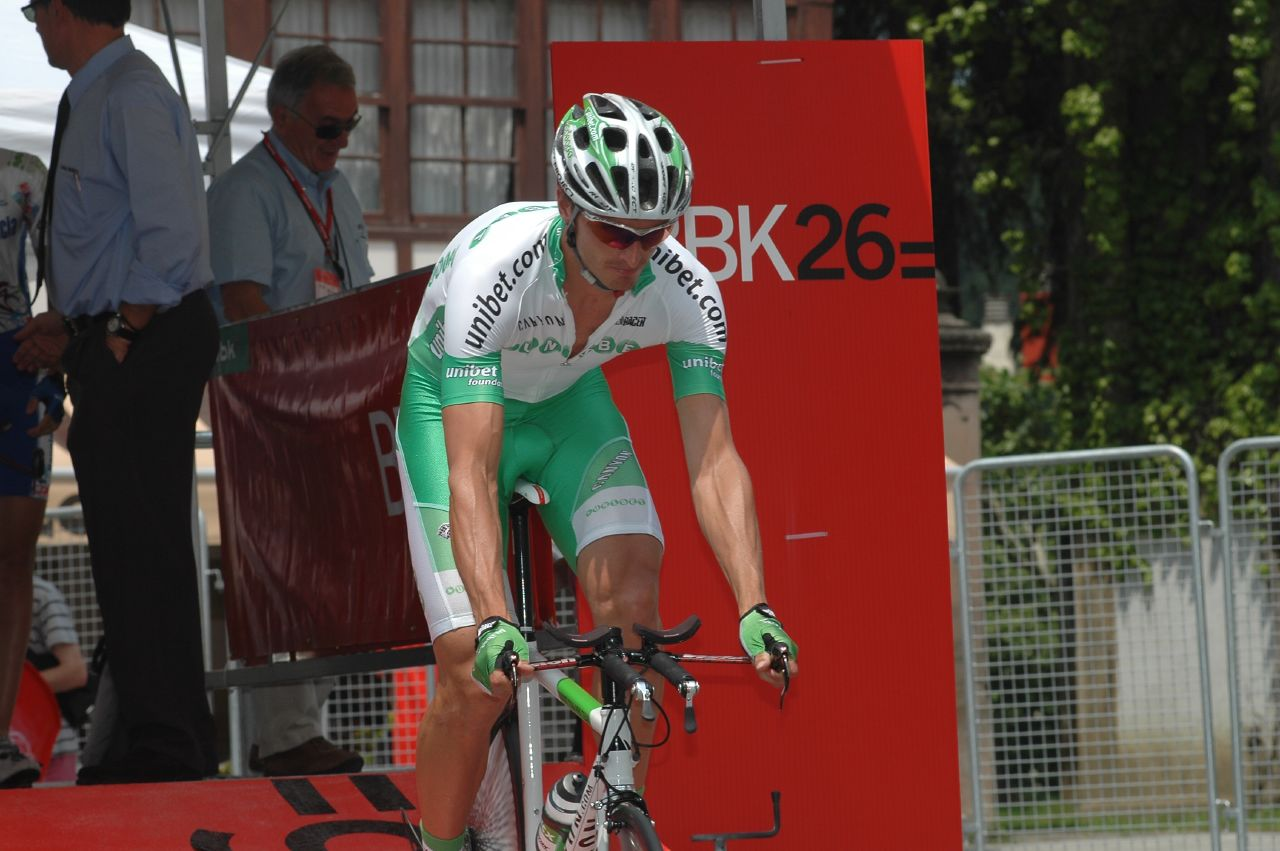
Marco Zanotti

Marco Zanotti (* 21. Januar 1974 in Rovato) ist ein ehemaliger italienischer Radrennfahrer.
1996 und 1999 gewann er das Rennen Giro delle Tre Provincie. Zanotti wurde 1997 Radprofi bei Aki-Safi. 1999 erhielt er keinen Vertrag als Profi und fuhr wieder ein Jahr als Amateur. Er wechselte nach einem Jahr zu Vini Caldirola. Nach zwei Jahren wechselte er zu Liquigas, wo er 2001 seinen ersten Erfolg mit einem Etappensieg bei der Katalanischen Woche feierte. Danach fuhr er zwei Jahre lang für das Fassa-Bortolo-Team von Giancarlo Ferretti. Hier gelangen ihm weitere Etappensiege beim Giro del Trentino, der Regio-Tour und der Katalanischen Woche.
2004 gewann Zanotti eine Etappe bei den Drei Tagen von De Panne für Vini Caldirola. Zur Saison 2005 wechselte er zum ProTeam Liquigas-Bianchi. Hier gelang ihm nach mehreren vorderen Platzierungen in Sprints und Zeitfahren, unter anderem auch beim Giro d’Italia, sein erster Gesamtsieg beim Circuit Franco-Belge. Ab 2006 fuhr er für das belgische Professional Continental Team Unibet.com. Er gewann eine Etappe der Algarve-Rundfahrt und fuhr dort zwei Tage im Spitzenreitertrikot. Nach der Saison 2008 beim Team Preti Mangimi beendete er seine Radsportlaufbahn.

## Erfolge
2000
- eine Etappe Post Danmark Rundt
- eine Etappe Regio Tour

2001
- eine Etappe Semana Catalana

2002
- eine Etappe Giro del Trentino

2003
- eine Etappe Semana Catalana
- eine Etappe Regio Tour

2004
- eine Etappe Driedaagse van De Panne-Koksijde

2005
- Gesamtwertung und eine Etappe Circuit Franco-Belge

2006
- eine Etappe Volta ao Algarve

## Teams
- 1997 AKI-Safi
- 1998 Vini Caldirola-Longoni Sport
- 1999 Vini Caldirola-Sidermec
- 2000–2001 Liquigas-Pata
- 2002–2003 Fassa Bortolo
- 2004 Vini Caldirola-Nobili Rubinetterie
- 2005 Liquigas-Bianchi
- 2006–2007 Unibet.com
- 2008 Preti Mangimi